# Joseph Banks

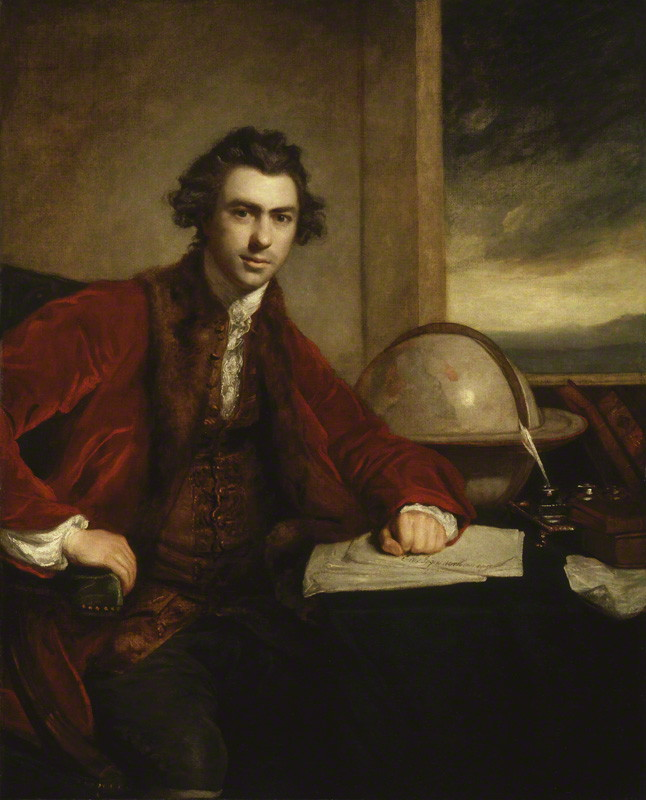
Joseph Banks, pintado por Joshua Reynolds en 1773

Joseph Banks 1.er barón (Londres, 13 de febrero de 1743-Londres, 19 de junio de 1820) fue un naturalista, explorador y botánico británico que viajó junto con Cook en su primer gran viaje (1768-1771). Unas 75 especies llevan el nombre de Banks incluyendo el género Banksia L.f.. Fue el primero en introducir en Occidente los eucaliptos, acacias y mimosas.
Nacido en la rica familia de William y Sarah Bates, estudió en Eton junto con Constantine J. Phipps. Durante sus estudios en la Universidad de Oxford en los años 1760 adquirió interés por la botánica. En las décadas que siguieron a la revolución iniciada por Linneo y después de heredar la fortuna de su padre, Banks se dedicó a tiempo completo a la botánica. Pronto se hizo un nombre al publicar las primeras descripciones de acuerdo con las enseñanzas de Linneo de las plantas y animales de Terranova y Labrador.

## Carrera
Fue elegido para participar en una expedición científica conjunta de la Marina Real Británica y la Royal Society al sur del océano Pacífico a bordo del HMB Endeavour entre 1768-1771. Este fue el primero de los viajes de exploración de James Cook en esa región.
La expedición fue al Brasil y otras partes de Sudamérica, Tahití (donde se observó el tránsito de Venus, que era la misión principal de la expedición), Nueva Zelanda y finalmente a la costa oriental de Australia, donde Cook cartografió la costa y tomó tierra en Botany Bay cerca de las actuales Sídney y Cooktown en Queensland, donde se quedaron casi siete semanas mientras reparaban el barco, que había sufrido desperfectos al pasar la Gran Barrera de Coral. Mientras estuvieron en tierra, Joseph Banks y Daniel Solander realizaron la primera recolección de flora australiana, describiendo muchas especies nuevas para la ciencia.
Durante la permanencia en Brasil, Banks efectuó la primera descripción científica de una, ahora, conocida planta de jardín, la bougainvillea (nombrada en honor del homólogo francés de Cook, Louis Antoine de Bougainville). Al regresar a Inglaterra fue elegido miembro de la Royal Society y posteriormente fue elegido su presidente entre 1778 y 1820.
Antes de dejar Inglaterra, Banks se introdujo en la masonería y esto hace que fuera el primer masón conocido en visitar en Nueva Zelanda y Australia.
Su estancia en Australia originó en Banks su segunda gran pasión, la colonización británica del continente. Fue el mayor defensor de la colonización de Nueva Gales del Sur. Linneo incluso propuso el nombre de "Banksia" para la región, pero finalmente se le asignó a un género de Proteaceae, Banksia.
Después de su regreso, dejó las islas británicas únicamente una vez, con motivo de un viaje a Islandia. En esta expedición a Islandia, llevada a cabo en el buque de la Marina Real Británica Sir Lawrence en 1772, estuvo acompañado por el botánico sueco Daniel Solander.
Fue nombrado "baronet" en 1781, tres años después de haber sido elegido presidente de la Royal Society. Este puesto lo mantuvo durante el récord de 42 años, y desde él pudo dirigir el rumbo de la ciencia británica de la primera parte del siglo XIX. Banks fue directamente responsable de varias expediciones famosas, incluyendo la de George Vancouver al Pacífico noroeste de Norteamérica y los viajes de William Bligh para trasplantar el árbol del pan del Pacífico sur al Caribe. Esta última expedición se haría famosa por acoger el motín de la HMS Bounty. El polémico Bligh fue nombrado gobernador de Nueva Gales del Sur a propuesta de Banks, lo que ocasionaría la Rebelión del Ron de 1808.
Durante gran parte de este tiempo, Banks fue un consejero informal del rey Jorge III de Inglaterra en los Reales Jardines Botánicos de Kew, un puesto que formalizó en 1797. Banks envió exploradores y botánicos a muchas partes del mundo, y mediante esos esfuerzos, los jardines de Kew se convirtieron en los jardines botánicos más importantes del mundo, y de hecho muchas especies fueron introducidas en Europa a través de ellos.
Por otra parte, Banks también financió económicamente los trabajos del geólogo William Smith en su trabajo (que le llevó una década) de crear el primer mapa geológico de Inglaterra, que fue el primer mapa geológico de un país entero de la historia y fue también el principal impulsor de la creación de la African Association, creada con el objetivo de mejorar el conocimiento de la geografía del continente africano.
Banks murió en Londres a la edad de 77 años.
En 1788, Joseph Gaertner se basó en su herbario para describir formalmente por primera vez la Baeckea imbricata.El principal impacto de Banks en la historia fue como "sistematizador", muy de acuerdo con las corrientes de su tiempo. También fue un defensor de la naturaleza internacional de la ciencia, tanto manteniendo abiertas líneas de comunicación con científicos del continente durante las Guerras Napoleónicas como introduciendo a los británicos en las maravillas naturales del mundo. Como ejemplo de su influencia, podemos ver cómo hoy aparece su nombre en los mapas tanto en el Pacífico sur: península de Banks, isla sur de Nueva Zelanda, islas Banks en Vanuatu, como en el ártico canadiense: isla de Banks (una de las 25 mayores islas del mundo).
Fue miembro esporádico de la Sociedad Lunar.

## Algunas publicaciones
- The Propriety of Allowing a Qualified Exportation of Wool. Impreso para P. Elmsly, 1782 - Anónimo

- Account of Staffa. En: Thomas Pennant: A tour in Scotland and Voyage to the Hebrides, 1772. Vol. 1, Londres 1774, pp. 299-309 (en línea)
  - del mismo modo en: Uno von Troil. Letters on Iceland. Londres 1780, pp. 288-293 (en línea)
- Ueber Solander. En: Berlinische Monatschrift 6: 240-249, Berlín 1785 (en línea)
- [A Report on Wool]. En: Ann. of Agriculture and other useful Arts 9: 288-291, 1788 (en línea)
- Instructions given to the Council against the Wool Bill. Ann. of Agriculture and other useful Arts 9: 479-506, 1788 (en línea)
- Note on Spinning. En: Ann. of Agriculture and other useful Arts 10: 217, 1788 (en línea)
- Letter from Sir Joseph Banks, Bart. President of the Royal Society, to the Marquis of Carmarthen, 4th June, 1788. En: Ann. of Agriculture and other useful Arts 11: 407-411, 1789 (en línea)
- Report of Sir Joseph Banks, Baronet, proposing the Mode of making Experiment on the American Wheat, 6th July, 1788. En: Ann. of Agriculture and other useful Arts 11: 420–422, 1789, (en línea)

- Further Account of the Hessian Fly, by Sir Joseph Banks, Baronet; and, a Statement of the printed Accounts published in America, July 8th, 1788. En: Ann. of Agriculture and other useful Arts 11: 422-427, 1789 (en línea)
- General Report of Sir Joseph Banks, respecting the Hessian Fly, and Flying Wevil, 24th July, 1788. En: Ann. of Agriculture and other useful Arts 11: 437-447, 1789 (en línea)
- Return from the Principal Officers of the Customs at Bristol, upon examining the Cargo of wheat imported in the Ship Coalition, from Virginia, 6th August, 1788. — Report of Sir Joseph Banks, Baronet, thereupon, 8th August, 1788.—Letter from the Clerk of the Council in Waiting to the Secretary of the Treasury, transmitting Copies of the above Papers, in pursuance of the Minute of the 5th August, not to admit the Entry of Wheat that should be found to have been infetled with the Flying Wevil, 12th August, 1788. En: Ann. of Agriculture and other useful Arts 11: 449–453, 1789 (en línea)
- Report of Sir Joseph Banks, Baronet, upon the above Correspondence and Information. Dated 2d March, 1789. En: Ann. of Agriculture and other useful Arts 11: 556-600, 1789 (en línea)
- On the late season. Extract of a Letter from Sir Joseph Banks, Bart. P. R. S. En: Ann. of Agriculture and other useful Arts 15: 76-77, 1791 (en línea)
- On the Hastings Turnip. Extras of a Letter from Sir Joseph Banks, Bart. P. R. S. En: Ann. of Agriculture and other useful Arts 15: 77-78, 1791 (en línea)
- Account of twelve Lincoln sheep. En: Ann. of Agriculture and other useful Arts 15: 357-361, 1791 (en línea)
- On the Musca Pumilionis. En: Ann. of Agriculture and other useful Arts 16: 176-177, 1791 (en línea)

- Account of a Roman Sepulchre lately found in Lincolnshire. En: Archaeologia: or Miscellaneous tracts relating to antiquity 12: 96, Soc. of Antiquaries of London, 1796 (en línea)
- Economy of a Park. En: Ann. of Agriculture and other useful Arts 39: 550, 1803
- A Report of the State of his Majesty's Flock of Fine Wooled Spanish Sheep, for the year ending Michaelmas, 1803. En: A J. of Natural Philosophy, Chemistry and the Arts 8: 277-280, 1804
- A short Account of the Cause of the Disease in Corn, called by Farmers the Blight, the Mildew, and the Rust. 1.ª ed. 1805; 2.ª ed. J. Harding, 1806 (en línea)
- An Attempt to ascertain the Time when the potato (Solanum Tuberorum) was first introduced into the United Kingdoms, with some Account of the Hill Wheat of India. En: Trans. of the Horticultural Soc. 1: 8-12, 1815 (en línea)
- Some Hints respecting the proper Mode of inuring Tender Plants to our Climate. En: Trans. of the Horticultural Soc. 1: 21-25, 1815 (en línea Manuscrito)
- On the Revival of an Obsolete Mode of Managing Strawberries. En: Trans. of the Horticultural Soc. 1: 54-56, 1815 (en línea)
- An Account of the Method of cultivating the American Cranberry (Vaccinium Macrocarpum), at Spring Grove. En: Trans. of the Horticultural Soc. 1: 75-78, 1815 (en línea)
- On the Horticultural Management of Sweet or Spanish Chesnut Tree. En: Trans. of the Horticultural Soc. 1: 140-141, 1815 (en línea)
- On the Forcing-Houses of the Romans, with a List of Fruits cultivated by them now in our Gardens. En: Trans. of the Horticultural Soc. 1: 147-156, 1815 (en línea)
- On some Exotics which endure the open Air in Devonshire, in a Letter to him. A. Hawkins. pp. 175 en línea
- A Short Account of a new Apple, called the Spring-Grove Codling. En: Trans. of the Horticultural Soc. 1: 197-198, 1815 (en línea)
- On Ripening the second Crop of Figs, that grow on the new Shoots. En: Trans. of the Horticultural Soc. 1: 252-254, 1815 (en línea)
- Some Horticultural Observations, selected from French Authors. En: Trans. of the Horticultural Soc. 1: 4-20, apéndice, 1815 (en línea)
- Notice from a Work of Monsieur Lelieur, on the hereditary Diseases of Fruit Trees. En: Trans. of the Horticultural Soc. 1: 27, apéndice, 1815 (en línea)
- Some Remarks on the Mildew of Wheat, and the Choice of Seed Corn. En: The Pamphleteer 8 ( 15): 107-126, Londres 1816 (en línea)
- Notes relative to the First Appearance of the Aphis Lanigera, or the Apple-Tree Insect, in this Country. En: Trans. of the Horticultural Soc. 2: 162-169, 1818 (en línea)

## Cultura popular
En la miniserie Capitán Cook (1987), Joseph Banks es interpretado por Jeff Gregg.